# Последняя охота (фильм, 2006)
«Последняя охота» (англ. The Hunt) — фильм режиссёра Фрица Кирша, снятый в 2006 году.

## Сюжет
Октябрь 1999 года. Джек Хэмберг решает поправить своё материальное положение, сняв документальный фильм об охоте на оленя. Для этой цели он привлекает оператора Аттикуса Монро и своего десятилетнего пасынка Клинта. Они едут в специально арендованный охотничий заказник, однако там их следы теряются.
Через несколько дней отец Клинта Джон Кроу организует поиски. Ему удаётся найти часть записей, из которых выясняется, что съёмочная группа обнаружила в лесу странный забор из колючей проволоки, ограждающий частные владения. После некоторых раздумий они решают нарушить границу. Оказывается, что здесь обитают некие существа, которые заключили с людьми соглашение…

## В ролях
| Актёр               | Роль               |
| ------------------- | ------------------ |
| Джо Майкл Бурк      | Джек Хэмберг       |
| Клифф Де Янг        | Джон Кроу          |
| Роберт Раслер       | Аттикус Монро      |
| Митчел Барнс        | Клинт              |
| Эми Симонелли Бриди | Тесса Кроу Хэмберг |
| Томас Каннингем     | охотник            |
| Бекки Лав           | Джин Кроу          |
| Бретт Бауэр         | продавец           |
| Брэндон Х. Филдс    | Том Хейс           |